# リヴィエラ (小惑星)
リヴィエラ (1426 Riviera) は小惑星帯に位置する小惑星。フランスの女性天文学者、マルグリット・ロージェが同国のニース天文台で発見した。
フランスのコート・ダジュールからイタリアのリグーリア海岸へ続く海岸の総称、リヴィエラに因んで命名された。